# Віта-Литовська
Ві́та-Лито́вська (з 1946 до 2018 — Чапаєвка) — колишнє село на півдні Києва, між Пироговом, місцевостями Кончею-Заспою, Дніпром і Жуковим островом.
З 1957 року — у складі Києва. Різні джерела подають такі варіації назви селища, як Вєта Литовська (за Д. П. де ля Флізом)та Л. Похилевичем) або Віта Хотівська. Натомість, зі слів місцевих мешканців[неавторитетне джерело], первинна назва села, як і річки поблизу, формувалася від слів "витати", "витися", тому назва села звучала як Вита́-Литовська (з наголосом першої частини назви на останній склад). А скорочено селище називалося просто Вита́.

## Географія
Біля села річка Коник впадає у річку Віту, праву приток Дніпра.
На східній околиці бере початок річка Конта, права притока Дніпра.

## Історія
Поселення на території Віти-Литовської існували з часів неоліту. З 1602 року фігурує як село Віта-Литовська[джерело?]. За місцевою легендою було засноване вихідцями з Литви, які були биндюжниками і заготівельниками лісу.
Ця назва вказує на можливе давніше походження з часів перебування Києва у складі Великого князівства Литовського. Село було засновано монахами Видубицького монастиря, та з часом відібране у власність Києво-Печерською лаврою. Ще у першій половині ХІХ ст. існували два селища: Стара Віта Литовська та Нова Віта Литовська. У другій половині ХІХ ст. вони злилися в одне та стали називатися Вітою Литовською (або Литовською Вітою). Адміністративно-територіально Віта Литовська відносилася до Хотівської волості. Селище не мало власної церкви, тому хрестили дітей, вінчалися або відспівували небіжчиків у найближчій Хрестовоздвиженській церкві в с. Пирогів, або в с. Лісники. Власна церква з'явилась у селищі, ймовірно, у 20-х роках ХХ ст., але проіснувала недовго. Вона знаходилась недалеко від Віта-Литовського кладовища над дорогою на місці нинішнього магазину. Присвячена церква була Успінню Пресвятої Богородиці.Прізвище першого священника було Базилевич а другого- Смрадій. Був ще дячок Нейстер по вуличному. На храмове свято 28 серпня біля церкви влаштовували святковий обід, проходило народне гуляння та невеликий святковий ярмарок. У 30-х роках церкву було зруйновано.
Населення Віти Литовської складалось з селян та відставних солдатів. Було багато биндюжників з биндюгами - важкими підводами. Були і столярі-теслі "балярі", які саморобними кованими так званими балярськими сокирами, теслицями-копилами і стругами заготовляли ліс на балки, клепки, підводи, робили дерев'яні осі, люшні, човни-довбанки до Дніпра. Були смолокури-"майданники": курили смолу-"майданку" у конічних ямах - "майданах", дьоготь для обробки човнів і коломазі (шмаровидла) для мащення коліс чумацьких маж. Були гарні ковалі: "Прокіпець" - Караульний Прокіп Хведорович, учасник Першої світової війни. Казав що вижив на фронті завдяки своїй майстерності: бійком пневматичного молота міг закрити кишенькового годинника. Кував дуже професійно коней і всякий господарський інструмент-реманент, мав особисте клеймо ПК, теж робив човни. Був ще коваль - дід Микитко, і рибалок було багато. Був сліпий кобзар столітній, до війни ще був живий - Семен Крюк: ходив з поводирем, борода була по пояс, він вмер до війни а поводиря мобілізували і він загинув. Внук Семена Крюка був головою сільради.
Село знаходилось в межах державного Трипільсько-Литовського лісництва.
У 1903—1905 роках на території Віти Литовської та кількох сусідніх селищ київська влада намагалася влаштувати поля фільтрації для очищення стічних вод Києва з їх дренуванням у річку Дніпро. Цьому сприяло географічне положення території, оскільки тут протікає невелика права притока Дніпра — річка Віта, але активний спротив місцевого населення зруйнував ці плани.
У 1916-1919 роках, з перервами, викликаними Громадянською війною, від села до Володимирського ринку в Києві діяла вузькоколійка.
У 1921-1934 роках поряд з селом існував Державний заповідник Конча-Заспа. Потім на його колишній території розташувалися державні дачі та  спецрадгосп ВУЦВК.
В 1938-1941 роках поряд з селом пролягала ділянка Будівництва № 1 Наркомату шляхів сполучення СРСР, почалося прокладання південної ділянки Великої Окружної дороги.
В 1946 році радянська влада присвоїла селищу назву Чапаєвка на честь військового діяча періоду громадянської війни в Росії Василя Чапаєва.
До приєднання 1957 року до Києва та відповідно, присвоєння того ж року назв вулицям, поділялося на кутки: Броди (від них здобула свою назву вулиця Бородівська, яка пролягає кутком), Бугаївка (нинішня вулиця Ліснича), Геричівка (нинішня вулиця Вітавська), Деркачі (район кладовища, вулиць Замивної, Низинної), Сосни (район стику вулиць Бродівської та Залужної) та Штатній (проживали «штатні» селяни Лаври, нинішня вул. Передова).
22 лютого 2018 селищу повернуто історичну назву. Рішення набуло чинності 23 березня 2018 року.
Близько 1980 року повз село почався регулярний рух поїздів у напрямку на Трипілля, а ще за кілька років прокладено Дніпровське шосе.
У 2010-х рр. забудову селища було розширено - на південь та частково на захід. Станом на кінець 2017 р. у селищі 47 вулиць та 4 провулки.